# ビーフケーキ
ビーフケーキは、よしもとクリエイティブ・エージェンシー大阪本社で活動していたお笑いコンビ。2005年3月結成。2017年9月解散。baseよしもと→5upよしもとに出演していたが、2014年2月に卒業。大阪NSC27期生。

## メンバー
近藤 貴嗣（こんどう あつし、1986年2月28日（39歳） - ）
- ボケ担当、立ち位置は向かって左。
- 身長170cm、体重60kg。
- 兵庫県明石市出身。
- のどちんこの裏に舌をやるという芸を持っている。
- 意外に運動神経が良く、舞台ではバック転を披露した事もある。
- 同期のいちじまだいきと仲が良く、自分が演出する演劇公演には必ず出演させていた。2013年から始めたビーフケーキ近藤企画では、同期の奥田修二（学天即）を公演の約半年前からスケジュールを押さえた上で、毎回ゲストメンバーで出演させている。
- 家庭菜園でアスパラガスやほうれん草を栽培し、ほうれん草の芽が出たことが嬉しくて朝眺めていたら、仕事に遅刻してしまったことがある[2]。
- 解散後は放送作家・脚本家に転身[1]。劇団「喜劇結社バキュン！ズ」で活動しており、女ガールズはその劇団の役者で結成されたトリオである。

松尾 充駿（まつお みつとし、1985年4月17日（40歳） - ）
- ツッコミ担当、立ち位置は向かって右。
- 身長169cm、体重55kg、血液型A型。
- 徳島県小松島市出身。おしりかじり虫に似ている。
- 奥田修二（学天即）や福徳秀介（ジャルジャル）とうんちくを出し合うという遊びをしたが、奥田曰く「松尾のうんちくは大人なら全員知っている」とのこと。
- 花岡翔（さかなDVD）とは同じ高校の先輩後輩。ただし花岡曰く、在学中は互いの存在は知らなかったとのこと。
- 演技力を買われ、劇団MaYuMiのメンバーとしても活躍している。
- 駒場孝（ミルクボーイ）、多田智佑（トット）、藤本聖（ジュリエッタ）、池田周平（タナからイケダ）とルームシェアしていた。
- 解散後はピン芸人に転向し[1]、「みっとしー」の芸名で活動。2019年5月より徳島県住みます芸人。徳島ロコスタである。

## 概要
主にコント。「分父」、「5」等の数字に扮したネタや、「どうそうかい」、「知恵の輪」等シュールな設定を得意とする。
2012年のNHK新人演芸大賞の本選に出場したが、5秒タイムオーバーで失格となってしまった。

## 出囃子
- DABO「It's My Turn」（2008）
- 小島麻由美「ハートに火をつけて」（2009）

## 出演

### テレビ番組
- 笑いの超新星（round1のみ）（YTV、6月13日）
- 鉄筋base（関西テレビ）
- マヨブラ流（読売テレビ）
- オールザッツ漫才2008（MBS）
- 炎上base（関西テレビ）
- GYAO!　千鳥のロコスタ（松尾のみ）
- 爆笑オンエアバトル（NHK総合） 戦績0勝1敗 最高157KB
- 爆笑トライアウト（NHK総合、2009年8月8日）
  - 会場審査は9位（277TP）、視聴者投票は6位（339票）。
- オンバト+（NHK総合） 戦績0勝3敗 最高365KB
- ABCお笑い新人グランプリ（朝日放送、2010年1月1日）- 「あいはらコレクション」のコーナー

### 単独ライブ
- 2008
  - 8月29日　ビーフケーキ1Hソロライブ「金縛りサーカス」
  - 11月16日　ビーフケーキ近藤貴嗣1Hソロライブ「泣き虫ピノキオ」
- 2009
  - 2月28日　ビーフケーキ近藤貴嗣30分演劇公演「紅色のオルゴール」/客演：後藤淳平（ジャルジャル）
  - 3月22日　ビーフケーキ1Hソロライブ「痙攣ジャグラー」
  - 4月25日　ビーフケーキ近藤貴嗣30分演劇公演「背中マンション」/客演：西野恭之介（チョップリン）
  - 5月23日　1H松尾ミットシーPop Show「ウーゴヨシムラ単独カーニバル☆」
  - 6月29日　ビーフケーキ近藤貴嗣30分演劇公演「んから始まる言葉。」/客演：中山功太
  - 8月8日　ビーフケーキ近藤貴嗣30分演劇公演「ゼリーの小骨」/客演：お〜い！久馬（ザ・プラン9）
  - 12月22日　ビーフケーキソロライブ「人見知り空中ブランコ」
- 2010
  - 7月24日　トークライブ「初めて嘘をつく人」
  - 10月17日　ピッコロシアター共催コントライブ「穴と電信柱〜不条理コントづくし〜」
- 2011
  - 4月30日　ビーフケーキソロライブ「監禁トランポリオ」
- 2012
  - 1月14日　ビーフケーキソロライブ「直立オカルトコントーション」
  - 1月15日　ビーフケーキアフタートークライブ「直立カーテントーク」
  - 7月16日　ビーフケーキソロライブ「蛇タベル美女タベル」
  - 11月22日　ビーフケーキ近藤コントライブ「穴と電信柱2〜不条理コントづくし〜」
- 2013
  - 4月5日　春の単独祭り　ビーフケーキソロライブ「水曜オンスト劇場版〜氏〜」
  - 8月9日　真夏のキラキラ単独祭り　ビーフケーキ単独ライブ「愛の子ゾンキー」
  - 10月28日　秋の単独祭り　ビーフケーキ単独ライブ「sepaRate」
  - 12月5日　ビーフケーキ近藤企画「N谷集落」
- 2014
  - 2月7日　5upよしもと卒業公演　ビーフケーキ単独ライブ「喋る電キ人ギョウ」
  - 3月24日　ビーフケーキ近藤企画「N谷集落」（再演）
  - 6月26日　ビーフケーキ近藤企画「F山団地」
  - 6月26日　ビーフケーキ近藤企画 アフタートークライブ「F山団地集会場」
  - 7月1日　ビーフケーキ近藤企画「F山団地」（再演）
- 2015
  - 8月22日　ビーフケーキ近藤企画「S島銀行」
  - 11月20 - 22日　ビーフケーキ近藤企画「E田新地」
  - 11月22日　ビーフケーキ近藤企画 アフタートークライブ「E田新地大打ち上げ」
- 2016
  - 5月20日 - 22日　ビーフケーキ近藤企画「L岡診療所」
  - 5月27日　ビーフケーキ近藤企画 アフタートークライブ「L岡診療所大打ち上げ」
  - 11月6日　ビーフケーキ単独ライブ「上等なテープ本物のシール本物のシール（本物）」
- 2017
  - 4月10日 - 16日　ビーフケーキ近藤企画「Yヶ崎城」
  - 4月16日　ビーフケーキ近藤企画 アフタートークライブ「Yヶ崎城大打ち上げ」
  - 8月19日 - 20日　ビーフケーキ近藤企画 アドリブコメディ演劇「喜劇山笑業高校〜4人のおもしろ転校生〜」

2021
11月13日～14日　「CONTE NEW」三宮シアター・エ－ト－
一夜限りの復活公演

### その他
- 2009
  - 6月20日 劇団MaYuMi旗揚げ公演「FAMILY RESTAURANT」（松尾のみ）
  - 10月29日 - 11月1日 京橋花月よる芝居「髭を剃るムスメ」
- 2010
  - 2月21日 「弟の靴」（チョップリンとのユニットライブ）
  - 4月24日・25日京橋花月よる芝居「列車と雨」